# 八級大地震：命懸一劫
是一部2018年挪威的災難電影，由約翰·安德烈亚斯·安德森（John Andreas Andersen）執導，於2018年8月31日首映。劇情背景是發生在1904年的奧斯陸地震，換成現代版的奧斯陸大地震。該片為2015年電影《驚天巨浪》的續集。

## 劇情
蓋朗厄爾岩崩一年後，地質學家克里斯蒂·艾克尤爾出席電視節目，因為拯救了數百人命而譽被為英雄。3年後，艾克尤爾與其妻子正在離婚，克里斯蒂自己住在蓋朗厄爾，而妻子及子女則住在奧斯陸。克里斯蒂在前往奧斯陸途中，發現他一名同事在隧道進行研究工作期間死亡。克里斯蒂推斷將會有大型地震襲擊首都，可能高達里氏8.5級，他警告其家人後不獲理會。當天晚上首都發生大規模停電，之後發生一場地震摧毀了奧斯陸歌劇院。其妻伊敦相信這是一場巧合，並告訴克里斯蒂遠離他們。
克里斯蒂為了拯救其家人，先接走了正在參加芭蕾舞課的朱莉娅，然後到麗筠藍色廣場酒店41樓欲說服其妻前往安全地方。克里斯蒂按下火警鐘使在場所有人離開，與此同時朱莉娅自己走進酒店尋找家人，剛走進電梯的克里斯蒂看見朱莉娅到達41樓。這時，大地震襲擊奧斯陸。地震後，酒店已經傾斜，克里斯蒂及伊敦困在電梯裡，並設法逃出回到41樓救回女兒，他們利用維修樓梯爬上最近的出口，可是伊敦未能成功而趺死。克里斯蒂到達41樓後，試圖救回其女兒，然而一次餘震使朱莉娅失去平衡，滑到受損的玻璃上。克里斯蒂慢慢把朱莉娅拉回，在玻璃完全碎裂前把她帶到安全地方，之後他們慢慢離開酒店。

## 演員
- 克里斯托弗·琼纳 飾 克里斯蒂·艾克尤爾（Kristian Eikjord），40歲地質學家[1]
- 安妮·达尔·托普 飾 伊敦·艾克尤爾（Idun Eikjord），克里斯蒂妻子
- 乔纳斯·霍夫·奥夫特布洛 飾 松雷森·艾克尤爾（Sondre Eikjord），克里斯蒂的兒子
- 伊迪丝·哈根鲁德-桑德 飾 朱莉娅·艾克尤爾（Julia Eikjord），克里斯蒂的女兒
- 凯瑟琳·图尔堡·约翰森 飾 马里特·林德布卢姆（Marit Lindblom）

## 評價
本片在爛番茄的31個評論中獲得81%正面反映。

## 外部連結
- 互联网电影数据库（IMDb）上《The Quake》的资料（英文）